# O Livro de Mozilla
O Livro de Mozilla (originalmente: The Book of Mozilla) é um easter egg encontrado nos navegadores de internet Mozilla, Firefox, Netscape, SeaMonkey e K-Meleon. Pode ser visto quando na barra de endereços é digitado about:mozilla . Trata-se de informações em uma linguagem aparentemente antiga e religiosa. O conteúdo pode variar muito, dependendo de qual navegador e versão o usuário esteja utilizando. Os textos são apresentados na cor branca sobre fundo colorido (vinho ou azul). No final sempre está escrito: from The Book of Mozilla, (de O Livro de Mozilla,) e depois da vírgula são mostrados algo como capítulo e versículo.
Não existe nenhum livro com o título The Book of Mozilla em realidade. Entretanto, as mensagens a ele associadas, semelhantes em estrutura às do livro bíblico do Apocalipse, retratam, embora de forma velada e via parábolas, fatos ou ocorrências marcantes na história do navegador ou da fundação em questão. Há seis versões oficiais dos textos (além de várias outras, apócrifas); em ordem cronológica: 12:10, 3:31, 7:15, 11:1, 11:9 e 15:1.  Como não há de fato um livro, a numeração de "capítulo e versículo" faz referência em verdade ao mês e ao dia da ocorrência real do evento aludido no respectivo versículo; podendo a ordem mês:dia figurar invertida nas traduções ao português.

## O Livro de Mozilla, 12:10
A primeira versão do O Livro de Mozilla foi a 12:10 faz alusão ao dia 10 de dezembro de 1994, data de liberação da besta (Netscape). Apareceu pela primeira vez no Netscape 1.1, lançado em 1995. Esta versão se manteve até o Netscape 4.x. A mensagem exibida é:
And the beast shall come forth surrounded by a roiling cloud of vengeance. The house of the unbelievers shall be razed and they shall be scorched to the earth. Their tags shall blink until the end of days.
from The Book of Mozilla, 12:10
Tradução livre não oficial:
E a besta sairá cercada por uma turva nuvem de vingança. A Casa dos descrentes será arrasada e eles serão queimados na terra. Suas marcas devem brilhar até o fim dos dias.
de O Livro de Mozilla, 12:10
Na página www.mozilla.com/book, no código fonte HTML vê-se uma informação oculta:
<!-- 10th December 1994: Netscape Navigator 1.0 was released -->
<!-- This verse announces the birth of the beast (Netscape) and warns bad coders (up to Netscape 3, when you watched the HTML source code with the internal viewer, bad tags blinked). -->

## O Livro de Mozilla, 3:31
Em 10 de maio de 1998, Jamie "JWZ" Zawinski mudou o verso de O Livro de Mozilla em razão de a Netscape ter disponibilizado o código fonte de seu navegador como open source e iniciado o Projeto Mozilla. O verso foi incluído em todas as versões até Outubro de 1998, quando uma modificação no código do Mozilla fez com que o easter egg fosse perdido. Em 5 de fevereiro de 2000, Ben Goodger, trabalhando para a Netscape, copiou O Livro de Mozilla para o novo código. Ele foi incluído em todas as versões subsequentes do Mozilla (até a introdução do verso 7:15).
O verso apresentado é o seguinte:
And the beast shall be made legion. Its numbers shall be increased a thousand thousand fold. The din of a million keyboards like unto a great storm shall cover the earth, and the followers of Mammon shall tremble.
from The Book of Mozilla, 3:31

(Red Letter Edition)
Tradução livre não oficial:
E a besta formará uma legião. Seu número será maior mil vezes mil . O barulho de um milhão de teclados semelhante a uma grande tempestade cobrirá a terra, e os seguidores de Mammon tremerão.
de O Livro de Mozilla, 3:31

(Red Letter Edition)
Na página www.mozilla.com/book, no código fonte HTML há uma informação oculta que diz:
<!-- 31st March 1998: the Netscape Navigator source code was released -->
<!-- The source code is made available to the legion of thousands of coders of the open source community, that will fight against the followers of Mammon (Microsoft Internet Explorer). -->

## O Livro de Mozilla, 7:15
And so at last the beast fell and the unbelievers rejoiced. But all was not lost, for from the ash rose a great bird. The bird gazed down upon the unbelievers and cast fire and thunder upon them. For the beast had been reborn with its strength renewed, and the followers of Mammon cowered in horror.
from The Book of Mozilla, 7:15
Versão em Português retirada do navegador Firefox 2.0:
Por fim a criatura sucumbiu e os infiéis regozijaram-se.
Porém nem tudo fora destruído, pois das cinzas ergueu-se um imponente pássaro. O pássaro mirou os infiéis e lançou sobre eles o fogo e trovão. A criatura renascera com forças renovadas e os discípulos de Mamon encolheram-se horrorizados.
de O Livro de Mozilla, 7:15
Vale notar que apesar do texto ter sido traduzido o título da página permanece em inglês.
Na página www.mozilla.com/book, no código fonte HTML está disposta uma informação oculta que diz:
<!-- 15th July 2003: AOL closed its Netscape division and the Mozilla foundation was created -->
<!-- The beast died (AOL closed its Netscape division) but immediately rose from its ashes (the creation of the Mozilla foundation and the Firebird browser, although the name was later changed to Firefox). -->

## O Livro de Mozilla, 8:20
Versão em Inglês retirada do navegador Netscape 9.0.0.6:

And thus the Creator looked upon the beast reborn and saw that it was good.
from The Book of Mozilla 8:20

(11ª Edição)
Tradução livre não oficial:

E assim o Criador olhou para a besta renascer e viu que era bom.
de O Livro de Mozilla, 8:20

(11ª Edição)

## O Livro de Mozilla, 11:9
Versão em Português retirada do navegador Firefox 3:
Mamon adormeceu. E o renascimento da criatura disseminou-se por toda a terra e seus seguidores formaram uma legião. E eles apregoaram a mensagem e sacrificaram plantações com fogo, com a astúcia das raposas. E eles criaram um novo mundo à sua imagem e semelhança como prometido pelo texto sagrado e contaram da criatura para seus filhos. Mamon despertou e, veja só, nada mais era que um discípulo.
de O Livro de Mozilla, 11:9

(10ª Edição)
Este verso foi inserido no Mozilla trunk codebase em 9 de janeiro de 2008. Ela apareceu pela primeira vez no Firefox 3.0 Beta 3.
No código HTML de www.mozilla.org/book, este verso é acompanhado pela seguinte anotação:
<!-- 9th November 2004: Firefox 1.0 is officially released -->
<!-- The worldwide support of Firefox fans leads to its success, illustrating the power of community-based open source projects. -->
Em "O Livro de Mozilla, 11:9 10° Edição" Citação também ao 11 de setembro 2001, 10 anos após o atentado terrorista.
"Mammon" é uma alusão ao Internet Explorer, que "dorme" durante 5 anos entre os lançamentos do Internet Explorer 6 e do 7. O "renascimento da criatura" refere-se ao Firefox, que ganhou apoiadores que se auto-organizaram através do Spread Firefox, que comprometeram-se com a publicidade para o navegador, tomando um anúncio no The New York Times e fazendo um círculo em plantação com forma semelhante ao logotipo do Firefox. A "astúcia da raposa" é uma referência direta ao nome do Firefox ("Raposa de Fogo"). O "novo mundo" refere-se ao moderno, baseado em padrões Web sites dinâmicos e aplicações open-source. Os links apontam para o Manifesto Mozilla e para o newsletter about:Mozilla. A última parte, começando com "Mammon acordou" fala do lançamento do Internet Explorer 7 e com a "era nada além de um seguidor", descreve-o como um seguidor, copiando várias das funções no Firefox que o Internet Explorer anteriormente não tinha. Além disso, esta citação do "10ª edição, é uma alusão ao 10 aniversário da Fundação Mozilla o durante o ciclo de desenvolvimento do Firefox 3.

## O Livro de Mozilla, 15:1
Versão em Português retirada do navegador Firefox 21.0 Beta 3 (20130416200523), de 16 de abril de 2013 (versões do Firefox 21.0 anteriores a Beta 3 ainda apresentavam o texto em inglês):

Os gêmeos de Mamon brigaram. Seus confrontos mergulharam o mundo em uma nova escuridão. A criatura abominava a escuridão. Então ela começou a mover-se rapidamente e cresceu mais poderosa, saiu e multiplicou-se. E as criaturas trouxeram fogo e luz à escuridão.
de O Livro de Mozilla 15:1
Os "gêmeos de Mamon" referem-se à Apple e Google, cujos sistemas operacionais, respectivamente iOS e Android, têm tomado um duopólio do mercado de sistemas operacionais móveis. A "nova escuridão" refere-se à natureza fechada das tradicionais lojas de aplicativos. A criatura se movendo "rapidamente" refere-se ao novo ciclo de rápido lançamento do Firefox. A frase "saiu e multiplicou-se" refere-se ao "Firefox tornando-se várias coisas" através do Firefox para Android e Firefox OS. O número do versículo 15:1 refere-se ao congelamento do código do Firefox OS 1.0 (15 de Janeiro de 2013).

## O Livro de Mozilla, 11:14
Versão em Português retirada do navegador Firefox 57.0, de 14 de novembro de 2017.

 A Besta adotou  novos trajes e estudou os caminhos do Tempo, do Espaço, da Luz e do Fluxo de energia através do Universo. De seus estudos, a Besta formou novas estruturas de metal oxidado e proclamou suas glórias. E os seguidores da Besta se alegraram, encontrando um propósito renovado nesses ensinamentos. 
de O Livro de Mozilla 11:14
Refere-se às principais mudanças que culminaram na versão do Firefox 57 com o projeto Quantum. "Tempo e espaço" refere-se ao próprio Quantum, enquanto o "Fluxo" se refere ao projeto Quantum. "Novos Trajes" e "Luz" referem-se à atualização UI conhecida como o projeto Photon. O Projeto Quântico continha o primeiro grande código do código tirado do Servo, o mecanismo de layout escrito em Rust, ao qual o metal oxidado é uma referência. A notação capítulo e verso 11:14 refere-se a 14 de novembro de 2017, no dia do lançamento do Firefox 57.

## Versão em diferentes navegadores

### Microsoft Internet Explorer
Em alguma versões do Microsoft Internet Explorer, about:mozilla gera uma página azul em branco  (possivelmente em referência a tela azul da morte).  O comando about:mozilla foi desativado no Service Pack 2 do Windows XP; entretanto, o arquivo contendo a página ainda existe, para aqueles que desejam reativar o comando adicione uma string na chave HKEY_LOCAL_MACHINE\SOFTWARE\Microsoft\Internet Explorer\AboutURLs com o nome mozilla com o valor res://mshtml.dll/about.moz. Alternativamente, ele pode ser visto diretamente colando  a URL res://mshtml.dll/about.moz na barra de endereços do Internet Explorer. Este método funciona nas versões mais recentes do Windows e Internet Explorer onde o comando about:mozilla link é desativado por padrão. Na última versão do navegador (até 09/2011) ambas as opções acima estão desabilitadas.

### Netscape
Antes do Netscape 1.1, about:mozilla produzia o texto "Mozilla rulles!" (Mozilla governa!).
Digitando about:mozilla em uma versão Unix do Netscape o símbolo altera para uma animação do Mozilla vindo por detrás do ícone "planeta" e cuspindo fogo.  (Imagens visíveis aqui)

### Flock

#### O Livro de Mozilla, 11:1
Apesar de não ser um verso oficial da Mozilla, um novo verso do Livro de Mozilla 11:1, pode ser visto no navegador Flock 1.0+, um "Navegador Social" baseado no Firefox. Este verso é mostrado em uma tela nas cores azul e branco quando o comando about:mozilla é digitado na barra de endereços. O verso segue abaixo:
And when the Beast had taken the quarter of the Earth under its rule, a quarter hundred Birds of Sulfur flew from the Depths. The birds crossed hundreds of mountain views and found twenty four wise men who came from the stars. And then it began, the believers dared to listen. Then, they took their pens and dared to create. Finally, they dared to share their deed with the whole of mankind. Spreading words of freedom and breaking the chains, the birds brought deliverance to everyone.
from The Book of Mozilla,  11:1
Tradução em Português:
E quando a Besta tinha tomado um quarto da Terra sobre seu domínio, um quarto de cem Pássaros de Enxofre voou das Profudenzas. Os pássaros cruzaram centenas de montanhas e encontraram vinte e quatro homens sábios que vieram das estrelas. E então começou, os crentes se atreveram a ouvir. Em seguida, pegaram suas canetas e se atreveram  a criar. Finalmente, eles ousaram compartilhar seus escritos com toda a humanidade. Espalhando palavras de liberdade e rompendo as correntes, os pássaros trouxeram libertação para todos.

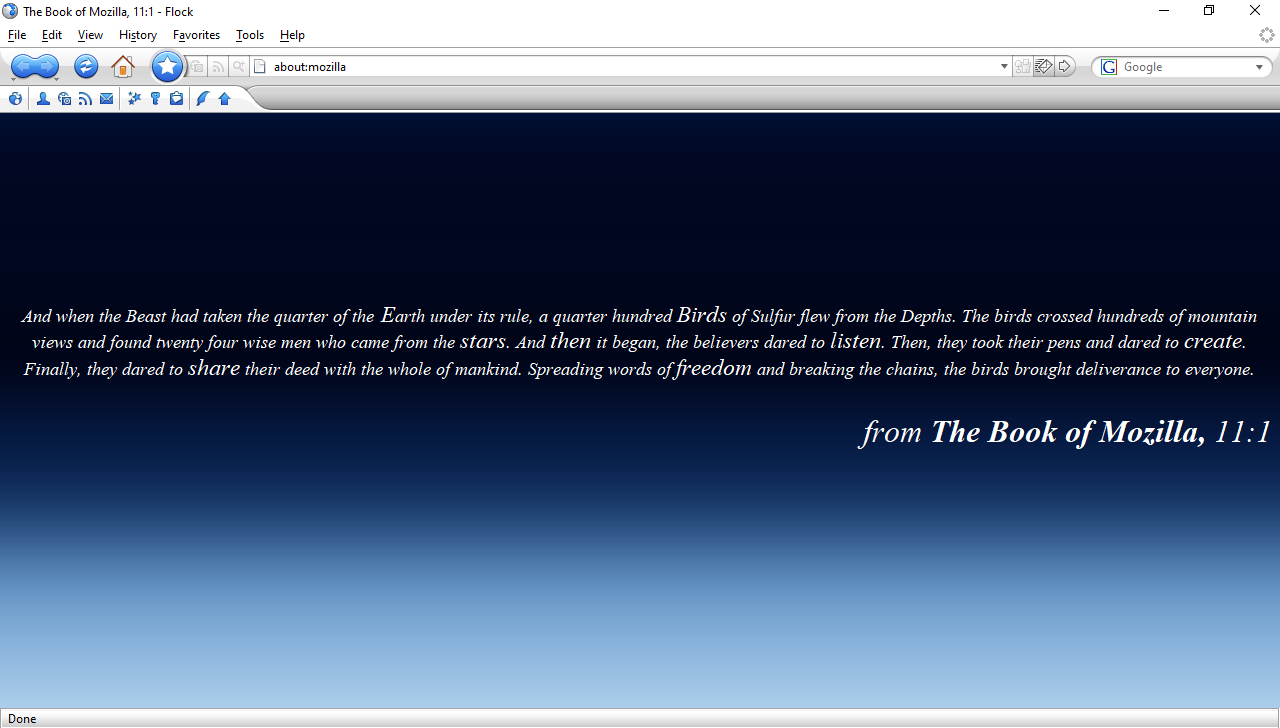
O Livro de Mozilla no Flock

Do Livro de Mozilla,  11:1

### iCab
O texto seguinte aparece: "Hey, This is not Netscape Navigator." (Ei, este não é o Navegador Netscape).

### Apple Safari
Digitando 'about:mozilla' na barra de endereços do Apple Safari leva a somente a uma página em branco, de mesma resposta para qualquer comando 'about:' digitado.

### Google Chrome
Digitando 'about:mozilla' na barra de endereço para o Google Chrome também se recebe como resposta uma página em branco.

### Microsoft Edge
Digitar about:mozilla na barra de navegação resulta em uma página de erro de carregamento "Isso não funcionou, Tente isso: • Recarregar a página  • digitar o endereço web novamente"